# Welwyn Garden City

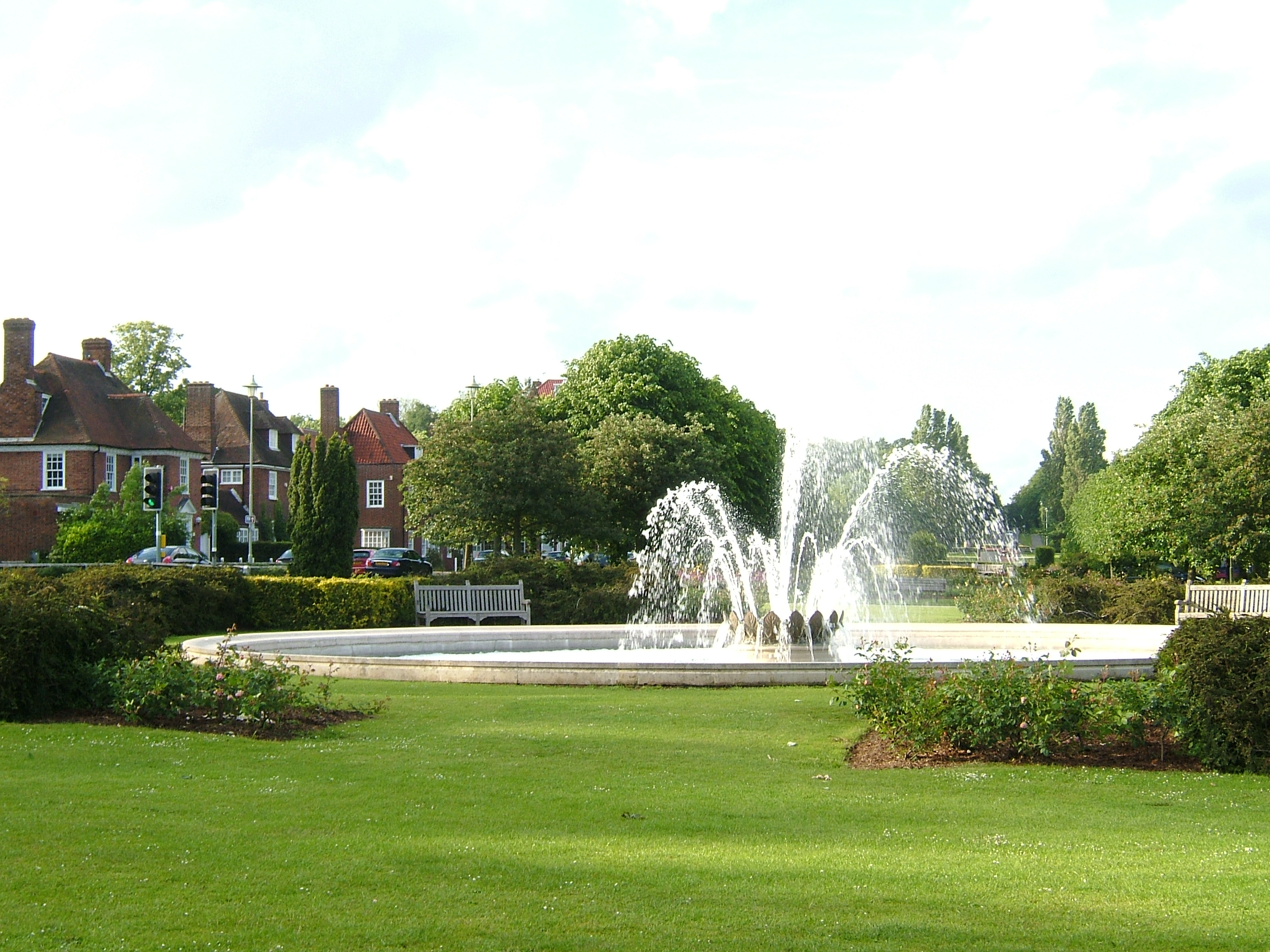
Vista de la fuente Parkway, uno de los símbolos urbanos de Welwyn Garden City.

Welwyn Garden City es una ciudad del condado de Hertfordshire, en Inglaterra (Reino Unido). Se encuentra a unos 32 km al norte de Londres, y a pocos kilómetros al sureste de la localidad de Welwyn, con la cual suele confundirse.  

## Historia
Welwyn Garden City fue fundada en 1920 por sir Ebenezer Howard, creador del movimiento de las ciudades jardín. El diseño urbanístico estuvo a cargo del arquitecto canadiense Louis de Soissons, quien concibió un trazado radial con amplias avenidas arboladas, espacios verdes y barrios residenciales planificados.
La ciudad fue concebida tras el relativo éxito de Letchworth Garden City, la primera ciudad jardín del mundo, también impulsada por Howard a partir de 1903. El objetivo era consolidar un nuevo modelo urbano que combinara las ventajas de la vida urbana y rural, con un límite de población y un cinturón verde que contuviera su expansión.

## Desarrollo y características
Welwyn Garden City fue diseñada para albergar aproximadamente 40.000 habitantes. Su planificación incluía:  
- Una **plaza central** como núcleo cívico, rodeada de edificios públicos y comerciales.
- Un **sistema de parques y bulevares arbolados**, concebidos como pulmones verdes.
- Áreas residenciales de baja densidad, con viviendas unifamiliares y jardines privados.
- La presencia de un **cinturón agrícola**, que limitaba su crecimiento urbano.

En 1948, tras la Segunda Guerra Mundial, el gobierno británico la designó oficialmente como una de las primeras New Towns, lo que impulsó su expansión con nuevos barrios y servicios.

## Situación actual
Hoy en día, Welwyn Garden City cuenta con una población cercana a los 50.000 habitantes. Es un importante centro residencial y comercial, bien conectado con Londres mediante la East Coast Main Line y la autopista A1(M).  
La ciudad conserva gran parte de su trazado original y sigue siendo un referente en el debate sobre urbanismo sostenible y planificación de comunidades.  

## Datos de interés
- Mick Taylor nació en la ciudad.
- El principal centro comercial de la ciudad se llama Howard Centre, en honor a Ebenezer Howard. Dicho centro cuenta con una estación de ferrocarril.
- Howard hizo que cada una de las casas de la ciudad original contase con un manzano en el jardín, produciendo suficiente manzanas para sus habitantes.
- El periódico local es el Welwyn and Hatfield Times, editado por Terry Mitchinson.
- Ninguna de las vías de la ciudad tenía la designación street (calle), ya que a los nombres de las vías se les aplicaban palabras como lane, way, park, o close, dando una sensación de vías tranquilas y sin tráfico. Dicha norma se incumplió por primera vez el año 2005, en el que una calle fue calificada de street por error.[cita requerida]
- La serie británica Superstars, emitida por la BBC, se rodó en Welwyn Garden City durante los años 1970 y 1980.